# Мадона ди Лорето (Кунео)
Мадона ди Лорето је насеље у Италији у округу Кунео, региону Пијемонт.
Према процени из 2011. у насељу је живело 95 становника. Насеље се налази на надморској висини од 329 м.